# Музей португальского языка
Музей португальского языка (порт. Museu da Língua Portuguesa) — интерактивный музей в городе Сан-Паулу, находящийся на железнодорожной станции Луз в округе Луз, на верхнем этаже вокзала. Он был основан Секретариатом культуры города вместе с фондом Роберту Мариньи, стоимость строительства составила 37 млн реалов.
Целью музея является создание живой репрезентации развития португальского языка, обучение и знакомство зрителей с его необычными аспектами. Основоположники, как написано на сайте музея, «хотят, чтобы музей предоставил доступ к новым знаниям и идеям интенсивными и развлекательными способами». Музей предназначен для посетителей из всех районов Бразилии и всех слоев её населения, кто хочет больше узнать о своем происхождении, истории и развитии своего языка.

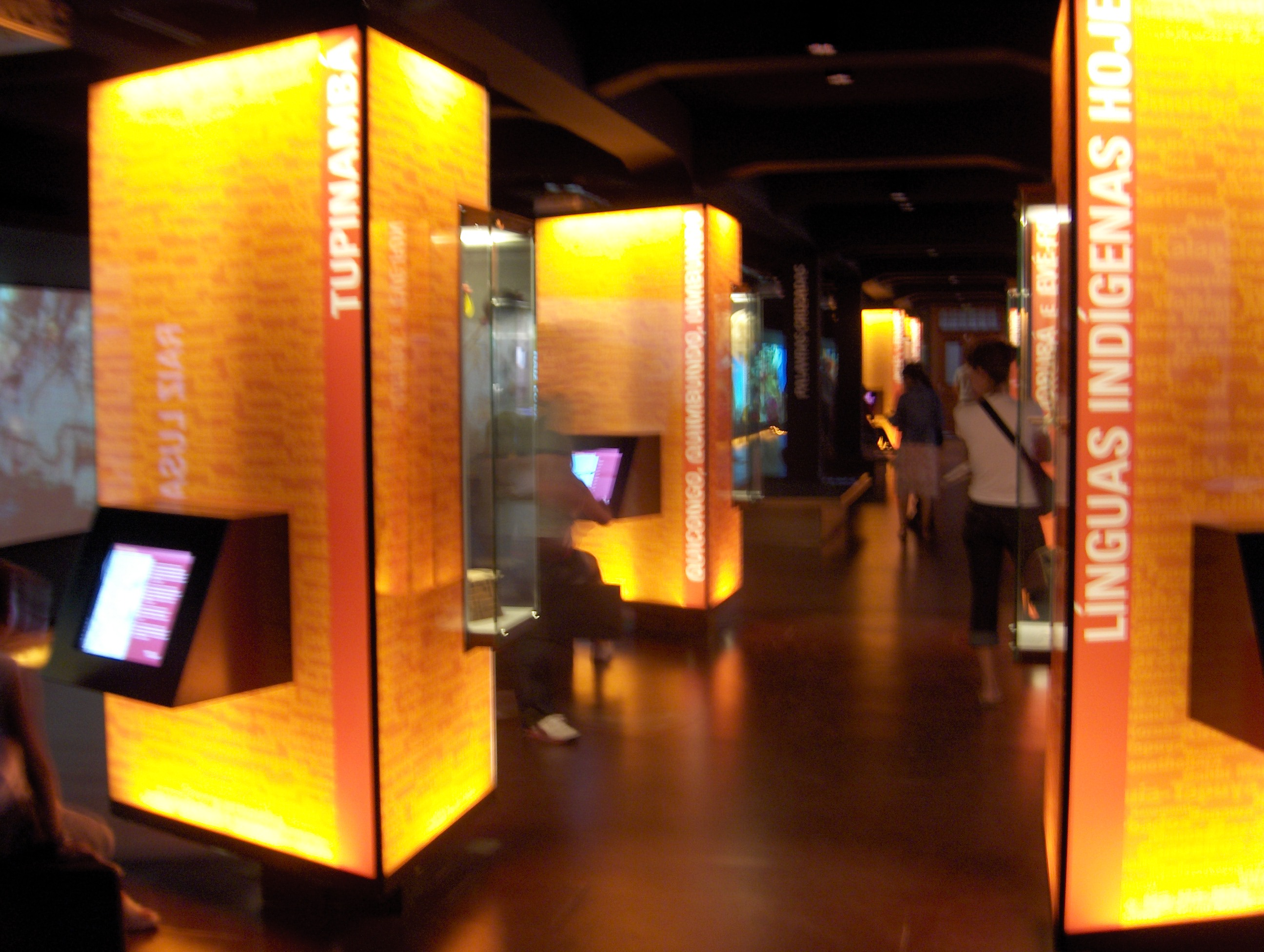
Интерактивные панели музея, позволяющие получить информацию о развитии языка
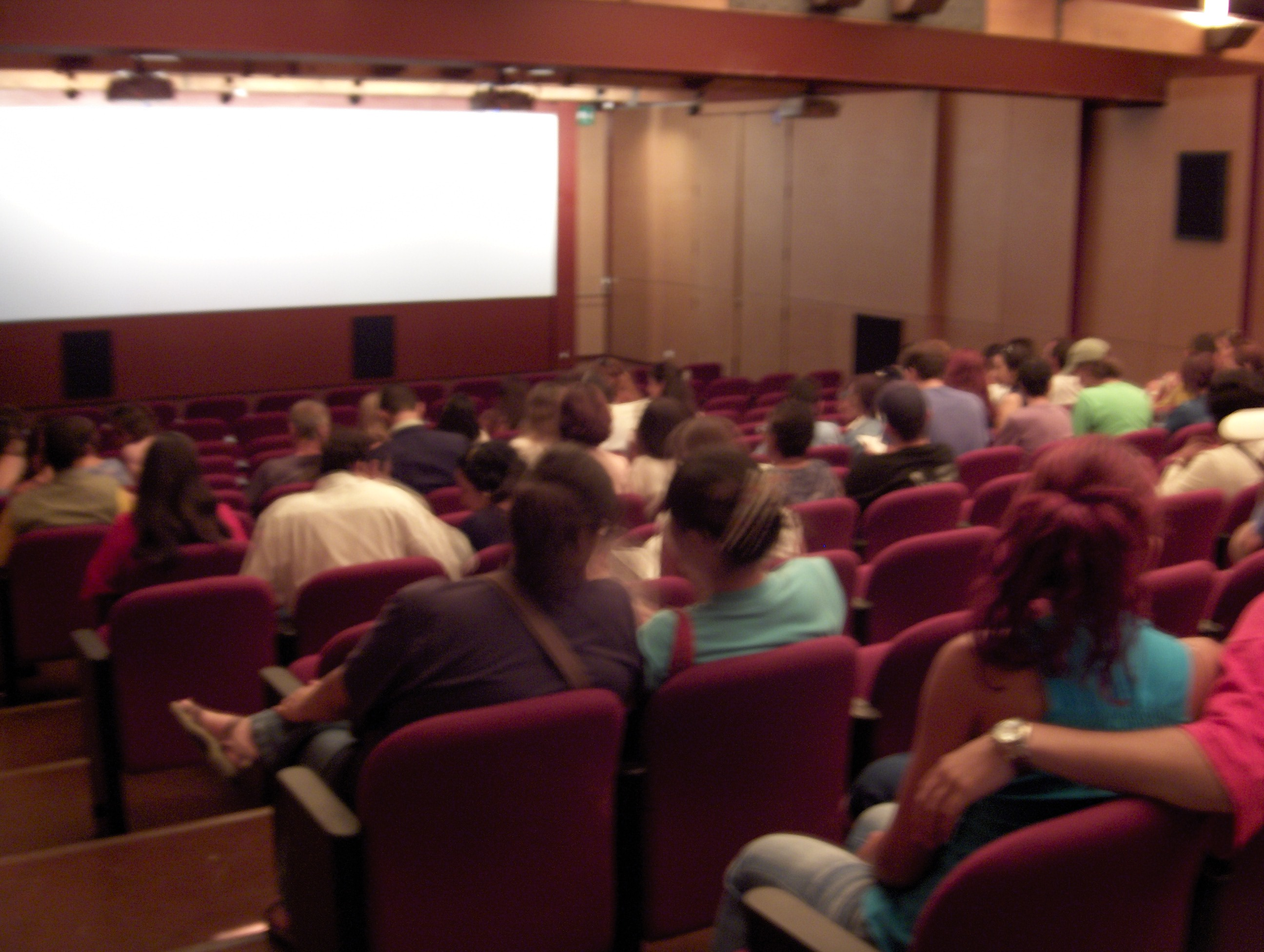
Зрительный зал
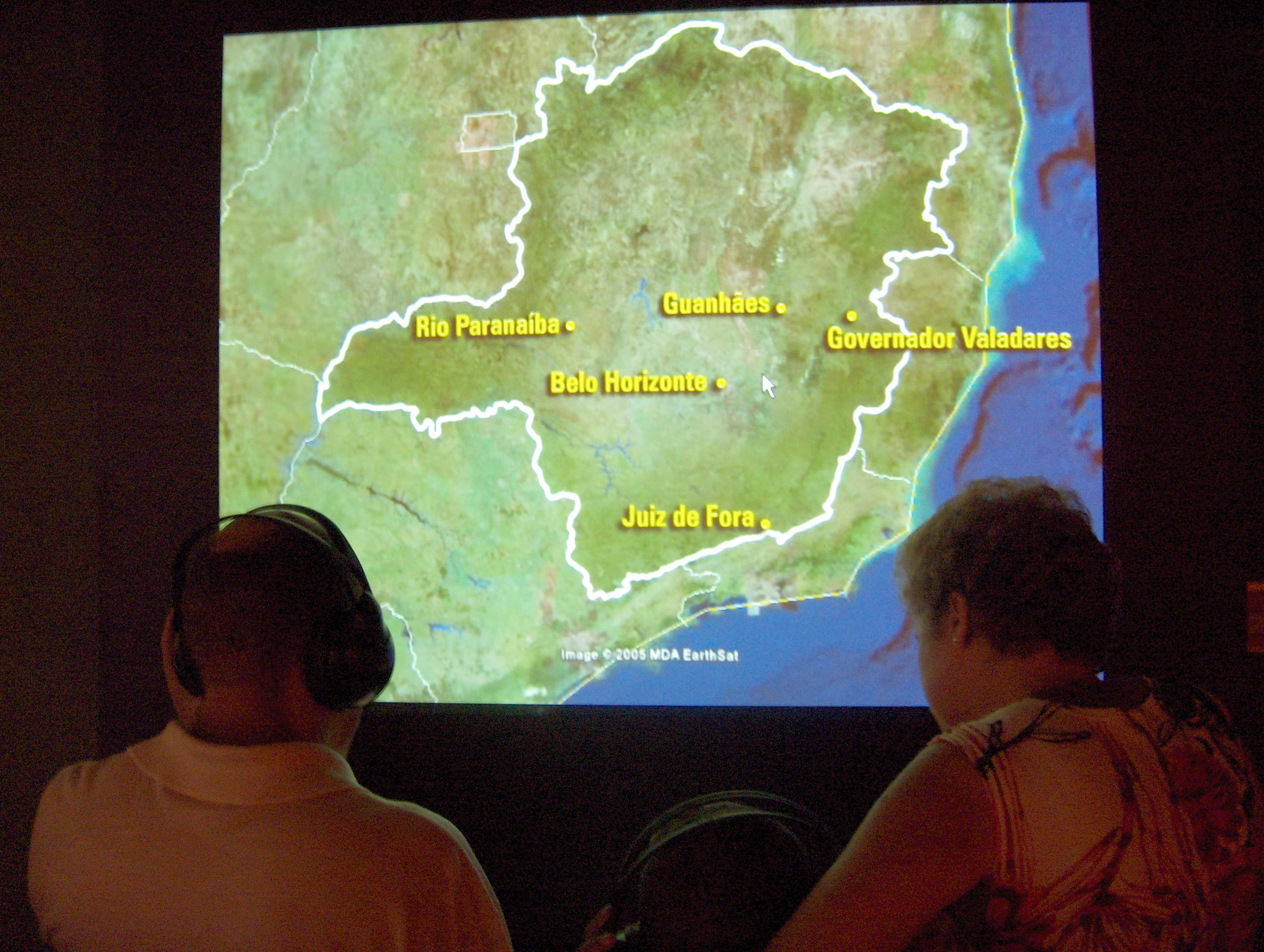
Карта диалектов
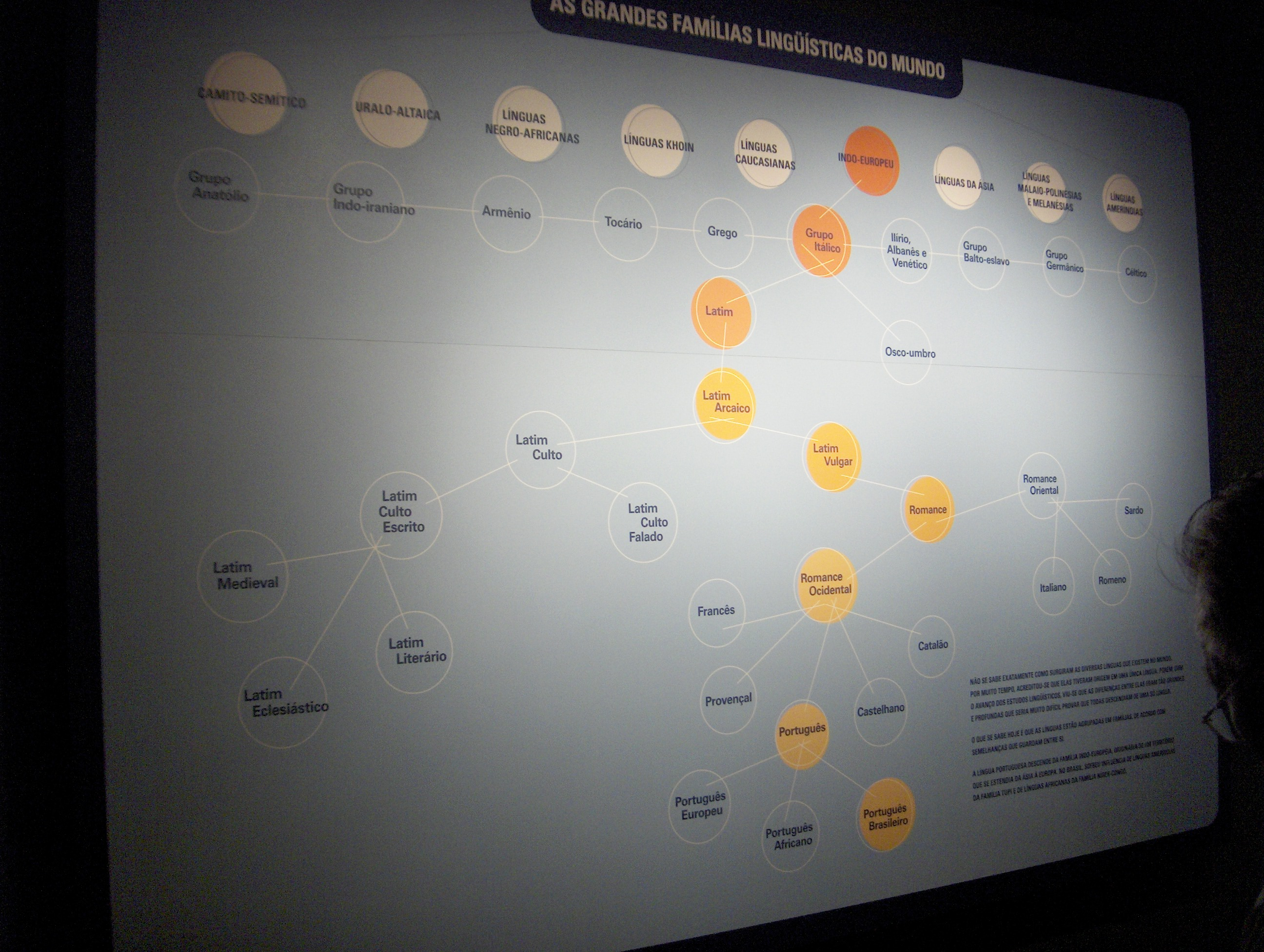
Диаграмма крупных языковых семей мира
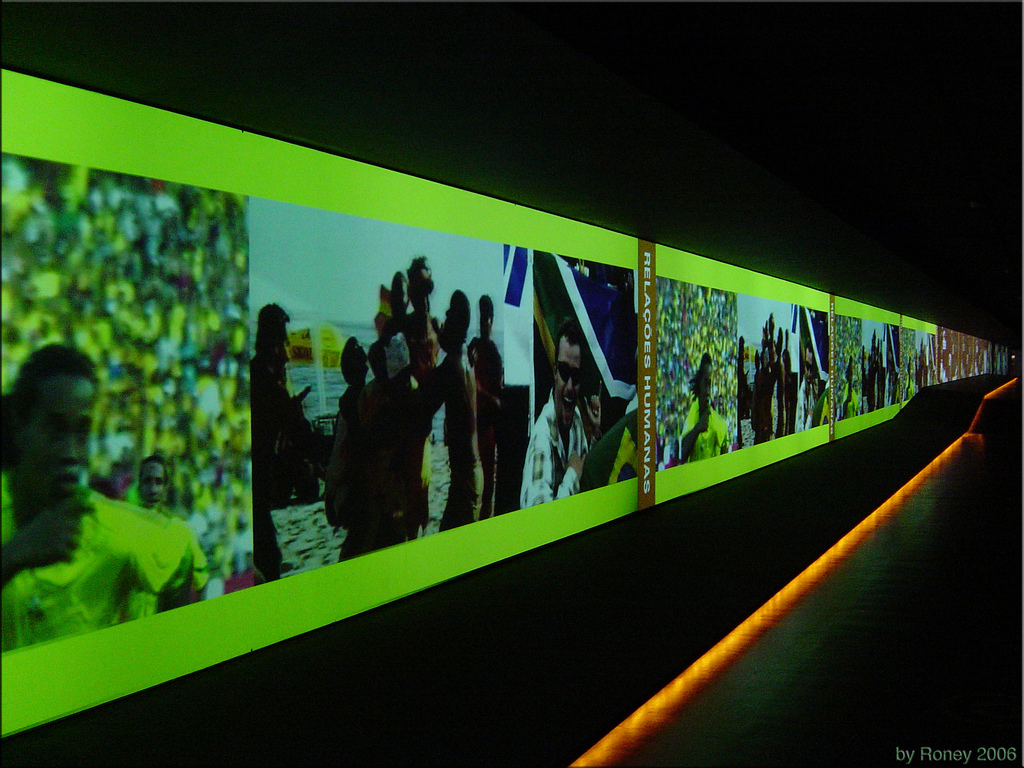
Большая галерея фотографий на экране в 106 метров.